# Jean-Marc Ferry
Jean-Marc Ferry (5 de mayo de 1946) es un filósofo francés mayormente conocido por su libro Les puissances de l'expérience (1991), descrito por Paul Ricoeur como "una de las obras más importantes recientemente publicadas en el campo de lo social y filosofía política". También ha traducido el trabajo de Jürgen Habermas, por quien fue influenciado, al francés.

## Narración, Interpretación, Argumentación, Reconstrucción
Según Ferry, las formas de discurso a través de las cuales se construye la identidad son la narración, la interpretación, la argumentación y la reconstrucción. P. Smith resume Ferry de la siguiente manera: 
 El progreso histórico y discursivo de la narración hacia la reconstrucción se asocia con una creciente reflexividad sobre la identidad y los fundamentos sobre los que se establece. La narración, desde el punto de vista de Ferry, consiste en mitos tradicionales osificados que definen identidades de una manera más o menos prescriptiva, dada por perdida. La interpretación, por otro lado, implica la asimilación de la identidad a categorías universales como la ley y la justicia y se ejemplifica en el pensamiento cristiano primitivo y griego antiguo. La argumentación abre reclamos de identidad al diálogo racional como se encarna, por ejemplo, en la Ilustración. La reconstrucción, el paso final hacia la reflexividad, implica intentos hermenéuticos para comprender los fundamentos históricos detrás de las "buenas razones" ofrecidas por otros en la argumentación. Esto es en parte una consecuencia lógica y ética del cambio de uno hacia usted (reconociendo la subjetividad) que surge con la argumentación misma. 

## Identidad posnacional y Europa
Ferry también analiza lo que considera la construcción de la identidad posnacional en Europa, una forma de pensar en la Unión Europea como un medio para separar la identidad nacional y la identidad política. El primero y el segundo están unificados en el Estado nación clásico, pero separados por el proceso de construcción de una nueva Europa, cuya identidad política última no es el Estado nacional, sino una comunidad política que, según Ferry, no es un Estado federal ni un estado en general, sino una forma absolutamente distinta de construcción política. Esta nueva construcción se deriva de la experiencia de las Guerras Mundiales I y II, que, según Ferry, obligó al pueblo europeo a organizar su interrelación más allá de los modelos clásicos de soberanía y guerra. 

## El Grupo Spinelli
El 15 de septiembre de 2010, Ferry apoyó la nueva iniciativa del Grupo Spinelli en el Parlamento Europeo, que se fundó para revitalizar el esfuerzo por la federalización de la Unión Europea (UE). Otros partidarios destacados de la iniciativa son Jacques Delors, Daniel Cohn-Bendit, Guy Verhofstadt, Andrew Duff y Elmar Brok. 

## Mayores Obras
- Les Puissances de l'expérience, Tomo I, Le sujet et le verbe, Cerf, París, 1991, ISBN 2-204-04371-0
- La Raison et la foi, Pocket, París, 2016, ISBN 978-2-266-27009-0